# محدن (الحيمة الخارجية)

تعديل مصدري - تعديل

محدن هي إحدى قرى عزلة بني بجير بمديرية الحيمة الخارجية التابعة لمحافظة صنعاء، بلغ تعداد سكانها 51 نسمة حسب تعداد اليمن لعام 2004.